# Ural Południowy
Ural Południowy (ros. Южный Урал) – najszersza i położona najbardziej na południe część łańcucha górskiego Ural w Rosji. Stanowi fragment umownej granicy między Europą i Azją. Ciągnie się z północy na południe, od górnego biegu rzeki Ufa, za którą znajduje się Ural Środkowy do rzeki Ural, za którą znajduje się łańcuch górski Mugodżary stanowiący przedłużenie Uralu w Kazachstanie.
Długość tej części Uralu wynosi 550 km, a jej szerokość do 250 km. Administracyjnie znajduje się w obwodzie orenburskim, obwodzie czelabińskim i Baszkortostanie.

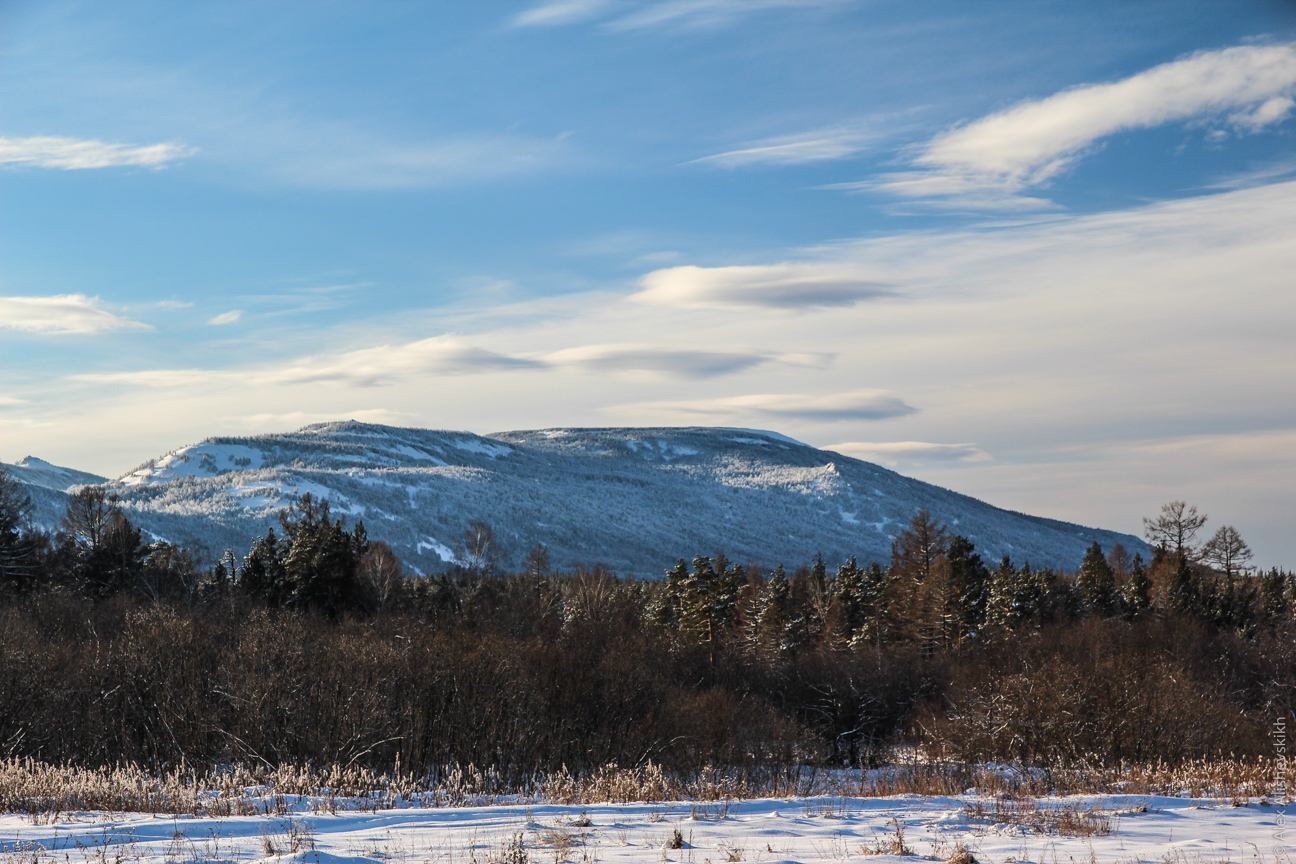
Pasmo górskie Zigalga

## Geografia i geologia
Ural Południowy składa się z szeregu pasm górskich o różnej wysokości, rozciętych przez głębokie, podłużne i poprzeczne doliny. Głównym grzbietem Uralu jest tutaj pasmo Uraltau. 
Na zachód od doliny rzeki Biełaja znajdują się najwyższe pasma Uralu Południowego. Są to m.in. pasma: Zigalga, Maszak, Jamantau i Iremel. Zbudowane są z piaskowców kwarcowych i łupków. Na wschód od Uraltau znajdują się m.in. pasma: Irendyk i Kryktytau. Składają się nie tylko ze skał osadowych, ale także wulkanicznych. Na zachód od głównego grzbietu znajduje się szereg pasm górskich idących z północnego wschodu na południowy zachód (m.in. pasma Zilmerdak, Jurmatau, Kołu, Karatau). 
Najwyższe szczyty tej części Uralu to Bolszoj Jamantau (1638 m), Iremel (1586 m), Zigalga (1425 m) i Nurgusz (1406 m).
Na zachodnich zboczach Uralu Południowego występują zjawiska krasowe. Znajduje się tu wiele jaskiń, m.in. Askinskaja pieszczera, Jaskinia Ignatiewska i Jaskinia Kapowa.

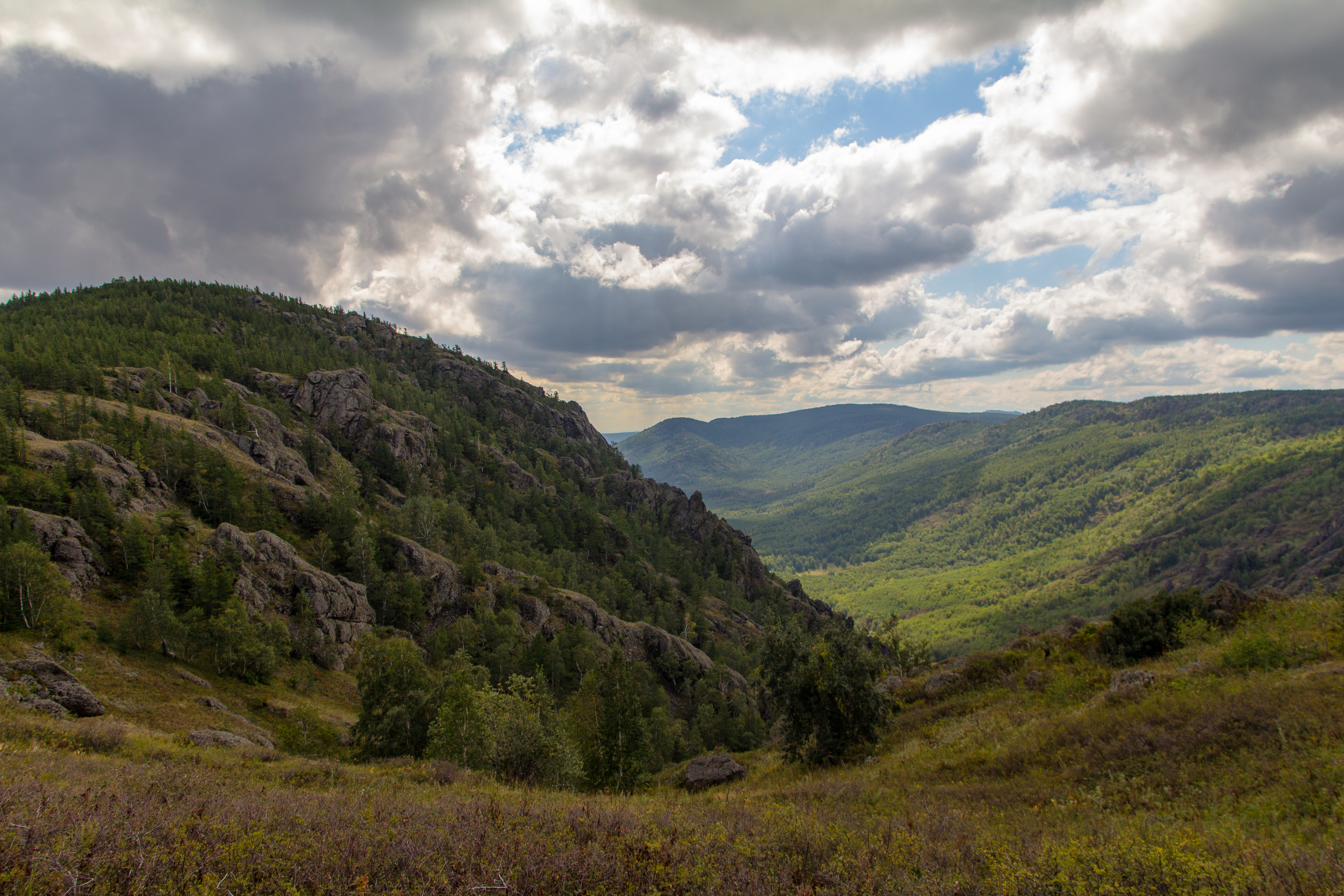
Pasmo Kryktytau

## Klimat
Ural Południowy słynie z ostrego klimatu kontynentalnego, który charakteryzuje się gorącymi latami i mroźnymi zimami. W styczniu średnia temperatura powietrza wynosi -22 °C, w lipcu +19 °C. Opady rocznie od 700–800 mm (na zachodzie) do 350 mm (na wschodzie).

## Przyroda
Stoki do wysokości 1000–1250 metrów są porośnięte lasami iglastymi (jodła, świerk, modrzew, sosna), rzadziej liściastymi. Powyżej 1250 metrów górska tundra.
Głównym przedstawicielem fauny jest niedźwiedź. Są też inne drapieżniki, takie jak ryś i wilk. Oprócz nich można spotkać m.in. jelenie, zające, borsuki, wydry, kuny i węże.
Znajdują się tu parki narodowe: Park Narodowy „Baszkiria”, Park Narodowy „Ziuratkul”, Park Narodowy „Zigalga”, Park Narodowy „Taganaj”, a także Rezerwat przyrody „Szulgan-Tasz”, Rezerwat Ilmeński, Rezerwat Południowouralski i kilkanaście innych rezerwatów przyrody.
Największe miejscowości w pobliżu Uralu Południowego to: Ufa i Magnitogorsk.